# 車晸優
車晸優（2002年10月25日—），又譯車正宇、車廷宇，韓國男演員。

## 影視作品

### 劇集
| 年份 | 播放平台 | 劇名           | 角色   | 備註 |
| 2024 | JTBC     | 《玉氏夫人傳》 | 宋諝仁 | 替身 |
| 2025 | Watcha   | 《秘密關係》   | 金修晛 | 主演 |

## 粉絲見面會
| 日期          | 活動名稱                                           | 城市     | 場所                      |
| 2025年3月29日 | 《秘密關係粉絲見面會：秘密進行》                   | 韓國首爾 | SAC Art Hall              |
| 2025年4月27日 | 《2025 Secret Relationships Fan Meeting In Macau》 | 中國澳門 | 澳門旅遊塔會展娛樂中心4樓 |

## 外部連結
- 官方网站
- 車晸優的Instagram帳戶
- 車晸優在NAVER上的资料
- 車晸優在Daum上的资料
- 車晸優在互联网电影资料库（IMDb）上的資料（英文）
- 車晸優在HanCinema的頁面（英文）